# タペンタドール
タペンタドール（英: Tapentadol）は、 Nucyntaなどの商品名で販売されているオピオイド鎮痛薬である。短期間または長期間の中等度から重度の痛みに対して用いられる。投与法は経口である。投与から30分程で効果が感じられ、4～6時間持続する。
一般的な副作用には、吐き気、眠気、便秘、かゆみなどがあげられる。その他の副作用には、発作、低血圧、依存症、セロトニン症候群、呼吸不全（呼吸抑制）などがあげられる。妊娠中に使用すると胎児に害を及ぼす可能性がある。乱用リスクは他の強オピオイドと同等である。作用機序は完全には明らかではないが、 μ-オピオイド受容体に作用し、セロトニンとノルエピネフリンの両方の値を上昇させる。
タペンタドールは、2008年に米国で医薬品として承認され、2010年にはオーストラリア、2011年には英国とインドで承認された 。2021年時点の米国での購入価格は、即放性製剤1錠50mgが30錠で約230米ドルである。英国の国民保健サービスにかかる同量の費用は約15ポンドである。徐放性製剤も販売されている。